# 長崎市立小島小学校
長崎市立小島小学校（ながさきしりつ こしましょうがっこう、Nagasaki City Koshima Elementary School）は、長崎県長崎市愛宕一丁目にある公立小学校。

## 概要
歴史
1884年（明治17年）に開校した「下長崎村立小学校」を前身とする。
校訓
「あたたかな笑顔」
校歌
作詞は田中英二、作曲は原格太郎。3番まであり、各番とも「もろともに」で終わる。校名は歌詞に登場しない。
校区
中学校区は長崎市立小島中学校。

## 沿革
前史
- 1869年（明治2年）- 松本泰明が八坂町に私塾を開設。

正史
- 1884年（明治17年）- 「下長崎村立小学校」となる。
- 1886年（明治19年）
  - 1月14日 - 下長崎村小島郷鳴川に新築落成開校式を挙行。以降1月14日を開校記念日とする。
  - 7月 - 小学校令の公布により、「尋常小島小学校」と改称。
- 1893年（明治26年）4月1日 - 小学校令改正に伴い、「小島尋常小学校」と改称。
- 1898年（明治32年）10月1日 - 下長崎村が長崎市に編入され、長崎市が管轄する小学校となる。
- 1901年（明治34年）4月1日 - 就学児童の増加に伴い、1年生対象に同年6月までの間、二部授業を実施。
- 1902年（明治35年）2月1日 - 仁田尋常小学校の開校に伴い、1年生から3年生までの児童140名を移す。
- 1908年（明治41年）- 現在地に校舎が完成。
- 1941年（昭和16年）4月1日 - 国民学校令により、「小島国民学校」に改称。尋常科を初等科に改称。
- 1945年（昭和20年）10月22日 - 長崎軍政府教育情報主任大尉グールドが視察のため来校。学用品・教材・ラジオ・映写機などの利用状況を調査。
- 1947年（昭和22年）4月1日 - 学制改革（六・三制の実施）により、旧・国民学校が改組され、「長崎市立小島小学校」（現校名）に改称。
- 1953年（昭和28年）5月28日 - 長崎市内では初となる5・6年生少年団を結成。結成式には当時の長崎市長田川務が出席し、団旗を贈呈。
- 1958年（昭和33年）
  - 3月5日 - 午前10時25分、火災発生。東側木造2階建て校舎が全焼。児童1,907名は玉木グラウンドに避難して全員無事であった。
  - 3月10日 - 授業を再開。
- 1968年（昭和43年）4月6日 - 長崎市立愛宕小学校の新設分離により、315名の児童を移す。
  - 愛宕小学校校舎未完成のため、小島小学校の校舎6教室も使用される形で分散授業を開始。
- 1969年（昭和44年）1月8日 - 愛宕小学校校舎が完成し、分散授業が終了。

## アクセス
最寄りの路面電車停留場
- 長崎電気軌道本線崇福寺停留場

最寄りのバス停
- 長崎バス「小島」バス停

最寄りの国道・県道
- 国道324号

## 周辺
- 長崎玉成高等学校
- 長崎女子高等学校
- 長崎市立小島中学校

## 参考資料
- 「市制百年 長崎年表」（1989年（平成元年）4月1日, 長崎市役所）

## 関連事項
- 長崎県小学校一覧